# Rhein Fire
Rhein Fire var en klubb i Düsseldorf som spelade amerikansk fotboll i NFL Europe. Laget grundades 1995 och spelade till och med säsongen 2007. Hemmaarena sedan 2005 var LTU Arena
Laget vann två World Bowl : 1998 och 2000.